# Ève
 Ève  es una población y comuna francesa, en la región de Picardía, departamento de Oise, en el distrito de Senlis y cantón de Nanteuil-le-Haudouin.

## Demografía
| 314 | 289 | 276 | 354 | 456 | 467 |
| Para los censos de 1962 a 1999 la población legal corresponde a la población sin duplicidades (Fuente: INSEE [Consultar]) |     |     |     |     |     |